# Acroperus
Acroperus is een geslacht van kreeftachtigen uit de klasse van de Branchiopoda (blad- of kieuwpootkreeftjes).

## Soort
- Acroperus harpae Baird, 1843